# Bahía de Cádiz
Bahía de Cádiz (nome ufficiale, in spagnolo: Comarca de la Bahía de Cádiz) è una comarca della Spagna, situata nella provincia di Cadice, in Andalusia.

## Municipalità
- Cadice (Cádiz)
- Chiclana de la Frontera
- El Puerto de Santa María
- Puerto Real
- San Fernando